# Brief.me
Brief.me est une lettre d'information quotidienne généraliste française créée en 2014 par Laurent Mauriac, cofondateur du site d'information Rue89, et dirigée par Edmond Espanel. 

## Présentation
Brief.me publie un mini-journal quotidien du lundi au vendredi à 18 h 30 sous la forme d'une lettre d'information qui résume, explique et met en perspective l’actualité française et internationale, ainsi qu'une édition du week-end le samedi à 9h. Cette dernière contient une rubrique « On revient au début », centrée sur un sujet sélectionné par les abonnés au cours d'un sondage organisé les mardis-mercredis[réf. souhaitée].
Chaque édition comporte une rubrique « On rembobine » qui résume les principaux faits d'actualité du jour tandis que la rubrique « Tout s'explique » permet d'approfondir une question d'actualité.
Son format synthétique et dépourvu d'images fait de Brief.me un slow media, un positionnement revendiqué par la rédaction. Brief.me fait appel à des journalistes pour trier et hiérarchiser l'information « pour prendre le contre-pied des algorithmes » précise Laurent Mauriac.
B‌r‌i‌e‌f‌.‌m‌e est un média indépendant, sans publicité, dont les revenus proviennent de l’abonnement de ses lecteurs. Celui-ci offre un accès aux anciennes éditions de Brief.me ainsi qu’à des synthèses sur les grands sujets d’actualité.

## Historique et déclinaisons
En septembre 2014, Laurent Mauriac lance une campagne de financement participatif sur Ulule pour la création de ce nouveau média d'information en ligne, avec pour ambition de proposer « un rendez-vous quotidien par e-mail qui fait le tri dans l’actualité du jour et résume ce qui est important ». Brief.me voit officiellement le jour en janvier 2015. Si le format initial est celui de la lettre d'information par mail, Brief.me est également disponible via des applications mobiles sur iOS et Android, ainsi que sur son site Internet.
Le succès de l'initiative permet au format de se décliner sur des sujets plus spécifiques. En mai 2018, l’équipe Brief.me lance Brief.eco, une lettre d'information consacrée à l’actualité économique diffusée chaque mercredi par e-mail. Elle « a pour objectif d'aider les Français à mieux suivre et comprendre l'actualité économique ». En février 2022, Brief.me lance Brief.science, un nouveau média en ligne consacré à l’actualité scientifique.
La même année, Brief.me franchit le seuil des 12 000 abonnés payants.
En octobre 2024, Céline Boff est nommée rédactrice en chef de Brief.me et Brief.eco.